# Кондрас Михайло Тихонович
Кондрас Михайло Тихонович (псевдо: «Великан», «Міша», «Лукаш», «Софрон») (нар. 1912, с. Курсики, Радивилівський район, Рівненська область — пом. 11 квітня 1948, Радивилівський район, Рівненська область) — український військовик, поручник УПА (від 24.4.1945), сотенний ВО-2 «Богун» УПА-Північ, куреня, відділу, з'єднання «Холодний Яр» УПА-Південь.

## Життєпис
Народився 1912 року в селі Курсики Радивилівського району Рівненської області.
Протягом 1944 командир сотні у ВО-2 «Богун» (УПА-Північ), а згодом командир куреня у ВО «Холодний Яр» (УПА-Південь). 
У лютому 1944 р. брав участь у бою з 2 батальйонами більшовиків у Новій Мочулянці. Учасник Бою під Гурбами 21-24 квітня 1944. 
15.05.1944 в районі Славута—Шепетівка курінь Кондраса зазнав важких утрат (25 загиблих) у бою з більшовиками, що застосовували танки.
Поручник УПА від 24 квітня 1945 року. 
Загинув 11 квітня 1948 року поблизу хутора Загаї Козинського (тепер Радивилівського району)

## Сім'я

Ольга Горошко - дружина Михайла Кондраса

Одружився зі зв'язковою та розвідницею у повстанському підпіллі в загоні Макса Ольгою Горошко-«Трояндою» (народилась 1917 року в селі Чуйківка на Сумщині). Михайло Кондрас  та Ольга Горошко познайомилися ще у 1939 році на території Німеччини, куди обоє втекли від першого радянського визволення Західної України. Тоді доля їх розлучила на довгих п'ять років. 
Зустрілися вони тільки у 1944 році на Вишнівечинні коло села Чайчинці, коли Ольга Горошко намагалась передати розвідувальну інформацію для крайового провідника «Леміша» через командира повстанського з'єднання Степана Котика-«Докса». 
У подружжя народився син Ігор. 
1 лютого 1949 року Ольгу Горошко заарештовано. Ольга Горошко була засуджена по ст. 54-1 «а» і 54-11 Карного кодексу УРСР на 10 років виправно-трудових таборів. Утримувалась у Особливому таборі № 3 «Дубравний» (поселення Явас Мордовська АРСР).
Син Ігор, поки мати була в ув'язненні, спочатку жив по людях, а потім його забрав рідний дядько Михайло на Рівненщину.
У 1969 році син Ігор поїхав працювати в Якутію, де й одружився.. 
У 2006 році Тернопільська обласна рада виділила кошти для придбання квартири пані Ользі у місті Збаражі. Станом на 31.10.2013 проживала там. 
Ольга Горошко нагороджена 10 жовтня 2007 року Орденом княгині Ольги III ступеня.
Померла Ольга Горошко 15 вересня 2015 року.